# Gry studyjne
Gry studyjne – drugi solowy album warszawskiego producenta o pseudonimie Noon. Ukazał się 23 czerwca 2003 nakładem wytwórni Teeto Records.

## Lista utworów
Opracowano na podstawie źródła.
1. "Intro"
2. "Other Times (Inne Czasy)"
3. "Full Level"
4. "Studio Games (Gry Studyjne)"
5. "The Art (Sztuka)"
6. "Satori"
7. "Emotion Capture"
8. "Tales Of Ordinary Madness"
9. "Basic Destruction"
10. "Outro - Navigator"